# Károly Makk
Károly Makk (n. 22 decembrie 1925, Berettyóújfalu, Comitatul Bihor, Ungaria – d. 30 august 2017, Budapesta, Ungaria) a fost un regizor, scenarist și producător maghiar. Printre cele mai cunoscute filme se numără Liliomfi (1954), Szerelem (1971) și Macskajáték (1972), acesta fiind nominalizat în 1974 cu Oscar pentru cel mai bun film străin. La Festivalul de la Cannes filmele sale au participat de cinci ori în concurs pentru Palme d'Or. De la începutul carierei sale de regizor, a realizat peste 45 de filme cine și de televiziune.  

## Filmografie selectivă

### Regizor
- 2010 Így, ahogy vagytok
- 2006 Galopp a Vérmezön (TV)
- 2003 Lili (film TV)
- 2003 Egy hét Pesten és Budán
- 1997 A játékos
- 1996 Szeressük egymást gyerekek!
- 1995 A vörös bestia
- 1994 Egy tubarózsa (TV)
- 1994 Eine Mutter kämpft um ihren Sohn
- 1990 Recviem maghiar (Magyar rekviem)
- 1987 Ultimul manuscris (Az utolsó kézirat)
- 1984 Trebuie să-ți joci rolul (Lily in Love)
- 1982 Egymásra nézve
- 1982 A vadász (Die Jäger)
- 1980 A Téglafal mögött
- 1980 Povestiri dintr-un trecut foarte apropiat (Két történet a félmúltból)
- 1978 Philemon és Baucis
- 1978 Drága kisfiam (film TV)
- 1977 O noapte foarte morală (Egy erkölcsös éjszaka)
- 1977 Hungária kávéház (Serial TV)
- 1972 Híres szökések (Les évasions célèbres) (Serial TV)
- 1972 Joc de pisică (Macskajáték)
- 1971 Iubire (Szerelem, film TV)
- 1968 În fața lui Dumnezeu și a oamenilor (Isten és ember elött)
- 1968 Frumoasele vacanțe (Bolondos vakáció)
- 1964 Ce a făcut soția ta între 3 și 5? (Mit csinált Felséged 3-tól 5-ig?)
- 1963 Penultimul (Az utolsó elötti ember)
- 1962 Megszállottak
- 1962 Paradisul pierdut (Elveszett paradicsom)
- 1960 E permis să calci pe iarbă (Füre lépni szabad)
- 1959 Ház a sziklák alatt
- 1959 A harminckilinces dandár
- 1956 12 rezultate exacte (Mese a 12 találatról)
- 1955 Salonul nr. 9 (A 9-es kórterem)
- 1954 Liliomfi
- 1954 Simon Menyhért születése co-regizor
- 1953 A Harag napja co-regizor
- 1952 Ármány és szerelem (scurtmetraj)
- 1952 A Képzett beteg (scurtmetraj)
- 1951 Colonia subterană (Gyarmat a föld alatt)

### Scenarist
- 2010 Így, ahogy vagytok
- 2003 Lili (film TV)
- 2003 Egy hét Pesten és Budán
- 1997 Balekok és banditák
- 1996 Szeressük egymást gyerekek!
- 1995 A vörös bestia
- 1990 Magyar rekviem
- 1987 Az utolsó kézirat
- 1982 Egymásra nézve
- 1982 A vadász (Die Jäger)
- 1980 A téglafal mögött
- 1980 Circus maximus
- 1972 Macskajáték
- 1962 Elveszett paradicsom
- 1962 Megszállottak

### Producător
- 2000 Kisvilma - Az utolsó napló
- 1999 Az alkimista és a szüz

## Legături externe
- Károly Makk la Internet Movie Database